# Moropus
Moropus (nghĩa là "chân chậm") là một chi động vật có vú đã tuyệt chủng, thuộc về một nhóm tên là thú răng sỏi, là nhóm động vật thuộc bộ Guốc lẻ (Perissodactyla), trong đó bao gồm cả các loài ngựa, tê giác và lợn vòi còn sinh tồn ngày nay. Các loài Moropus sống chủ yếu vào thời kỳ Miocen.
Giống như các loài thú răng sỏi khác, chúng khác với họ hàng ngày nay của chúng ở chỗ chúng có vuốt lớn chứ không có móng guốc ở hai chi trước, các móng vuốt này có thể được sử dụng để tự vệ cũng như để đào bới tìm kiếm thức ăn. Moropus có chiều cao khoảng 2,44 m (8 ft) tính đến vai. Ba móng guốc trông tương tự như vuốt và bị ép sát nhau trên mỗi chân bị chia sẻ ở đoạn giữa. Các móng vuốt này là nguyên nhân để Moropus có tên gọi khoa học của nó: "chậm" hay "chân chậm". Tên gọi này hàm ý rằng vì các móng vuốt mà Moropus có dáng đi vụng về. Nhưng khớp nối của các xương đốt ngón, bên cạnh việc chúng có chân và gan bàn chân có lẽ khá to lại chỉ ra rằng Moropus có thể kéo các vuốt lên một chút để có thể di chuyển hoàn toàn bình thường. Do các móng guốc cong vào phía trong, nó có lẽ có dáng đi kiểu chân chim.
Hóa thạch của Moropus được tìm thấy ở Bắc Mỹ.

## Hình ảnh

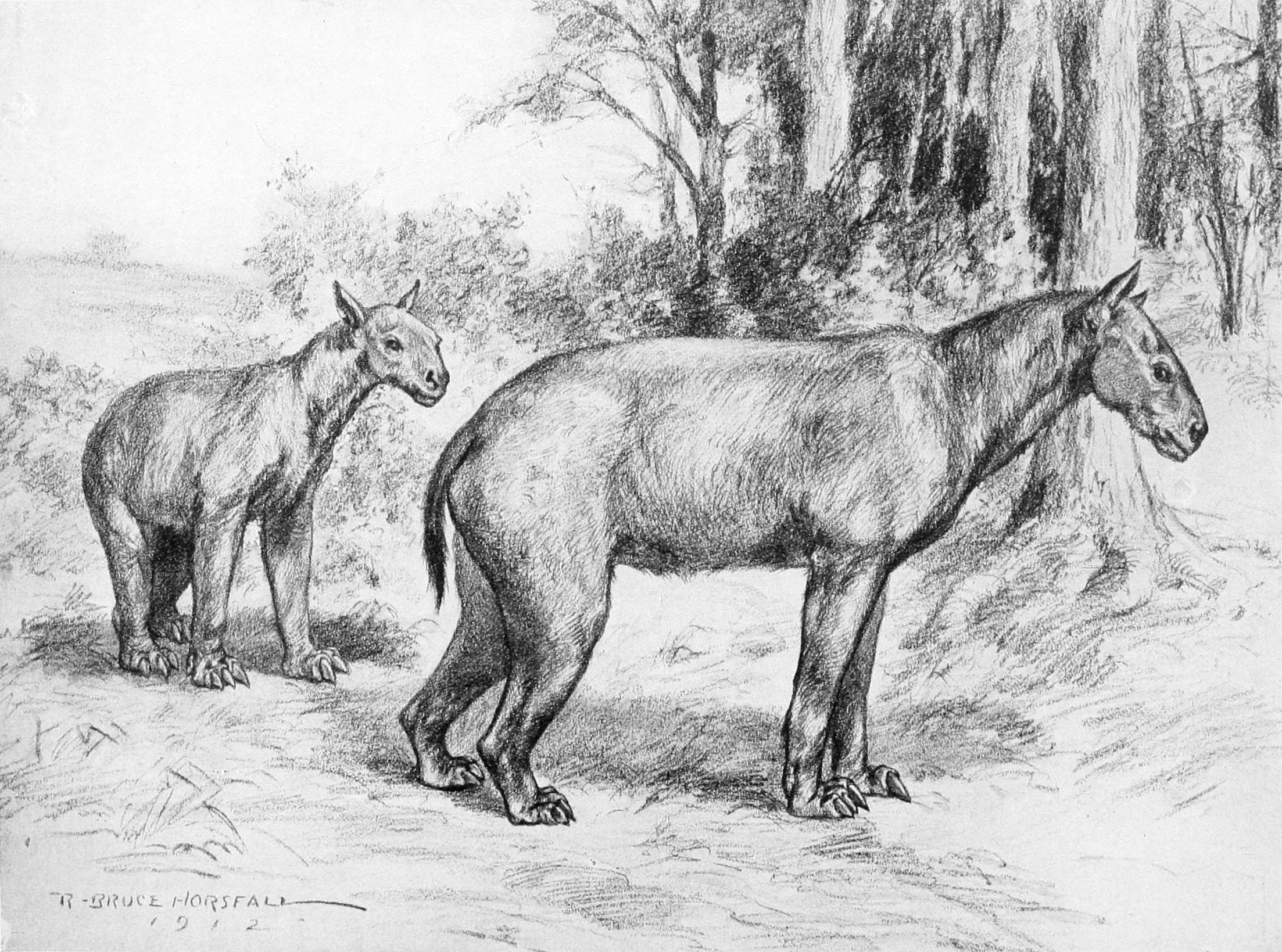
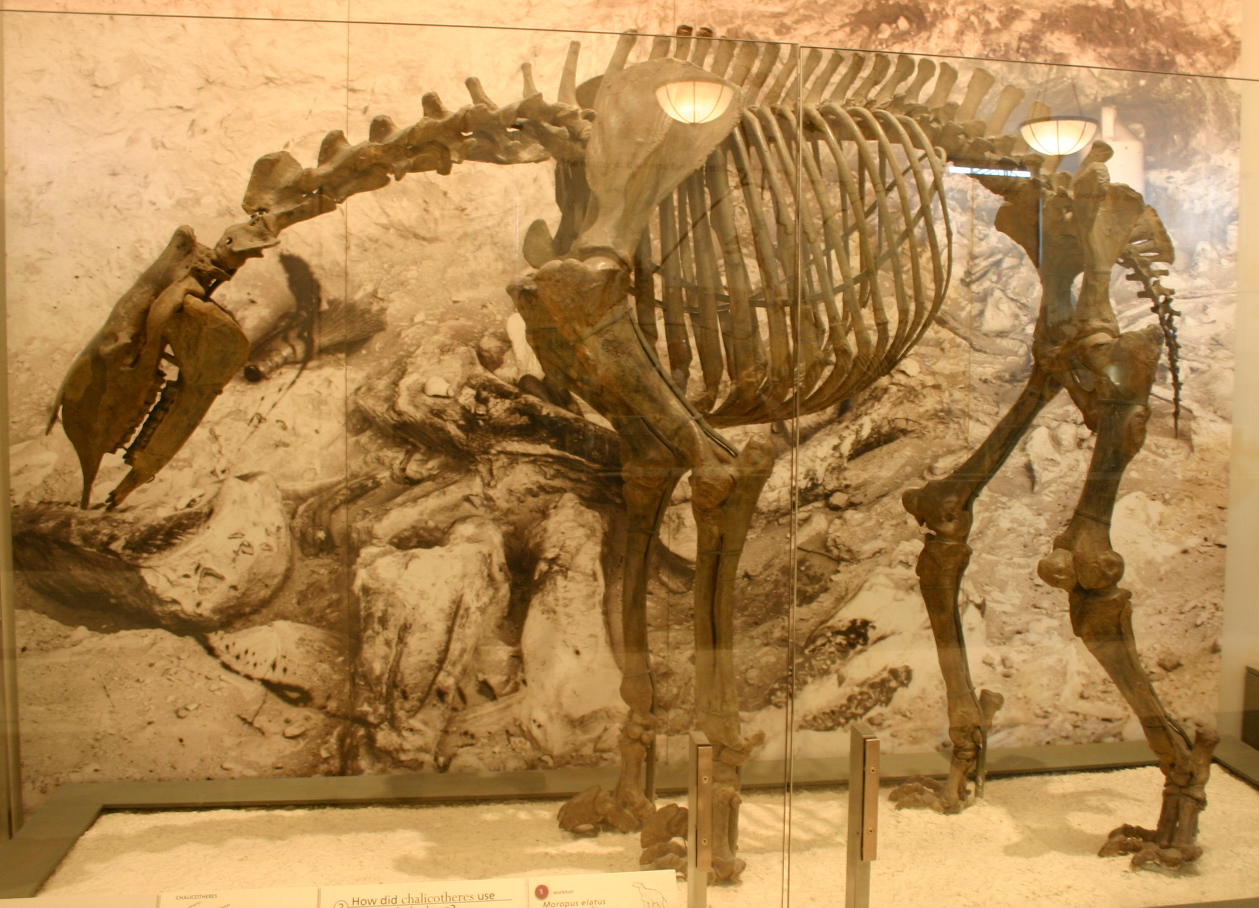

- Tập tin:Tập